# 이온 게오르게 마우레르
이온 게오르게 마우레르(루마니아어: Ion Gheorghe Maurer, 1908년 10월 23일 ~ 2000년 2월 8일)는 루마니아 공산주의 시절의 정치인이다. 루마니아의 제4대 국가평의회 의장(1958년 1월 11일 ~ 1961년 3월 20일)을 역임했다.